# HIBI★Chazz-K
HIBI★Chazz-K（ひびちゃずけ）は日本のジャズ・インストバンド。ソプラノサックス、アルトサックス、テナーサックス、バリトンサックスとドラムスの5人編成で、スタンダードナンバーのオリジナルアレンジ曲を中心に演奏活動をしている。

## 概要
『JAZZをメインに、世界へ「音楽の架け橋」を・・・。』 をテーマに、2004年5月にリーダーでありアレンジ、ソプラノサックスを担当するひび則彦を中心に結成された。
「世界へ音楽の架け橋を架ける工事作業人」としてヘルメットと作業着というコスチュームで演奏したり、「ライブハウスから飛び出して、こちらから音楽を届けに行く」とのコンセプトから屋外での演奏、パレード演奏なども積極的に行う。
一貫してジャズの敷居の高さを取り払い、多くの人にわかりやすい形で音楽を聞いてもらうことを目的とし、そのジャンルをハッピージャズと呼称している。

## 来歴

### 2004年
- 5月 バンド結成。バンド名は当時「ひびChazz-K」でスタート。リーダーの苗字「ひび（日竎）」と、米国でJazzと同意のスラング「chazz」、それと日本の料理である「お茶漬け」をかけて命名された。（後にHIBI★Chazz-Kに改名）
- 7月 汐留日テレタワーのイベント「日テレジャンボリー」にて初ステージ。リーダーひびはこの演奏直後に体調を崩し、救急車で搬送されるといういわく付きのデビューとなる[2]。

### 2005年
- 5月 第3回日テレART DAIDOUGEIトライル&グランプリにてスペシャルアーティスト受賞。
- 5月 韓国演奏ツアー2005「韓国安山市フェスティバル」出演[3]。
- 8月 東京JAZZにオープニングアクトとして出演[4]。ストリート演奏中にたまたま通りかかった関係者からその場でスカウトされて出演が決定した。
- 8月 FM NACK5人気番組「MUSIC CHALLENGER」においてリスナー投票の結果、「キャラバンの到着」が2005年8月度グランプリ及び05年上半期スーパーグランプリを受賞。ユニバーサルミュージック (日本)より「HIBI★Chazz-K/キャラバンの到着」リリース。
- 9月 東京都公認ヘブンアーティスト 音楽部門ライセンス取得。（第4期）[5]

### 2006年
- 6月 韓国演奏ツアー2006。
- 8月 東京JAZZ 2006プレイベント「東京JAZZ Night Session Vol.2,3」出演[6]。
- 9月 東京JAZZ 2006 ウェルカムステージ出演。
- 12月 「34th 内田裕也プレゼンツNEW YEAR ROCK 2006-2007」出演。10月の「三茶de大道芸」でのストリート演奏中にたまたま通りかかった関係者からに直接スカウトされ、『君たちロックだね』「ぼくたちジャズですけど…」『よろしく!』といったやりとりで出演が決定した。

### 2007年
- 2月 東京マラソン2007 「〜大東京マラソン祭り2007〜」出演。
- 12月 ハルモニア杯 音楽コンクール“シューベルト”バンド・アレンジ部門グランプリ受賞[7]
- 12月 「35th 内田裕也プレゼンツNEW YEAR ROCK 2007-2008」出演。

### 2008年
- 2月 東京マラソン2008 「〜東京大マラソン祭り2008〜」出演。
- 5月 ラ・フォル・ジュルネ・オ・ジャポン「熱狂の日」音楽祭2008出演。ハルモニア杯と関連のあるイベントで、前年12月のグランプリ受賞を受けて出演が決定した。
- 8月 北京オリンピック公式レセプションで中国北京にて東京オリンピック招致のため演奏。

### 2010年
- 2月 「Diners Club Presents - Jazz Session on YouTube[8]」にてバンド部門最優秀賞受賞。Blue Note TokyoにてBob James、櫻井哲夫、神保彰と共演。
- 6月 フランス 「PARADE(S)2010 NANTERRE〜Festival des arts de la rue」出演[9]。リーダーひびはこのツアー中、二度の盗難になう。（スリ、恐喝）[10][11] そのときの悲しみを元に作曲したのが、「極楽★茶」に収録されている、「パリ・スケッチ〜丘の上のメロディ」であるとMCで語ったことがある[12]。

### 2011年
- 8月 東京都芸術文化活用被災地支援事業「〜ヘブンアーティスト被災地派遣公演〜」被災三県17箇所を回る。以降、毎年夏に都の被災地支援ツアーに赴く。（2012年岩手、2013年岩手、2014年岩手）

### 2012年
- 4月 アメリカ ワシントンD.C. 桜祭り－日本ストリートフェスティバル出演[13]。本公演のFBI前ステージでは、スピーチの為ワシントンDC入りしていた石原慎太郎都知事（当時）の見守る中パフォーマンスを披露した[14]。
- 8月 韓国 浦項国際公演芸術祭〜Pohang Bada International Performing Arts Festival〜出演。

### 2013年
- 6月 自前の音楽スタジオ「CHAZZX」を瑞江にオープン。並行してメンバーが講師を務める音楽教室「OTOKAKERU」を同スタジオに設立。
- 9月 情熱★茶リリース。レコ発ライブをSTB139（スイートベイジル）で行い、全席を埋める。

### 2014年
- 5月 リーダーひびのもう一つのバンド「samA & EAUDE MOND」のアルバム「ジャズ アニメーションズ」にゲスト参加。ヴィーナスレコードから全国リリース。
- 5月 アメリカNY10日間ツアー挙行。ブッキングライブ2本と多数のストリートライブを成功させる。
- 7月 PHP研究所から、リーダーひびの著書「吹奏楽人のための[超入門]ジャズ講座」発刊。HIBI★Chazz-K全面協力で、メンバーによるコメントなども掲載されている。
- 7月 ポニーキャニオンよりメジャーデビュー。「Happy Sax Hit Express」をリリース。
- 12月 第56回日本レコード大賞 [企画賞] を受賞

### 2015年
- 1月 濱田亜矢子（アルトサックス）、島野和樹（ドラムス）の脱退が発表され、今後は残った3人+サポートでの活動を開始。
- 5月 染谷真衣（アルトサックス）正式参加。
- 7月 ポニーキャニオンより。「HAPPY SAXHIT EXPRESS 2015」をリリース。

### 2016年
- 1月 文藝春秋 2月号 P247/P260掲載 『日本を元気にする逸材125人』にHIBI★Chazz-Kが掲載。
- 6月 サックス・ワールド Vol.1(CD付)   アーティスト企画 & インタビューにHIBI★Chazz-K & 古畑奈和(SKE48) 掲載。

### 2020年
- 11月 井上雄哉（テナーサックス）正式参加。

## メンバー
- ひび則彦（アレンジ&ソプラノサックス）※リーダー
- 染谷真衣（ソプラノ&アルトサックス）
- 筒井洋一（テナーサックス）
- 井上雄哉（テナーサックス）
- 小仲井紀彦（バリトンサックス）
- 竹下宗男（ドラムス）

### メンバー遍歴
|                | ソプラノサックス | アルトサックス | テナーサックス | バリトンサックス | ドラム・パーカッション |
| -------------- | ---------------- | -------------- | -------------- | ---------------- | ---------------------- |
| 2004/5(結成) - | ひび則彦         | 横山知子       | 村瀬和広       | 小仲井紀彦       | 浜野律哉               |
| 2004/10 -      | ひび則彦         | 横山知子       | 中澤まどか     | 小仲井紀彦       | 浜野律哉               |
| 2005/3 -       | ひび則彦         | 横山知子       | 筒井洋一       | 小仲井紀彦       | 浜野律哉               |
| 2006/12 -      | ひび則彦         | 濱田亜矢子     | 筒井洋一       | 小仲井紀彦       | 竹下宗男               |
| 2011/1 -       | ひび則彦         | 濱田亜矢子     | 筒井洋一       | 小仲井紀彦       | 島野和樹               |
| 2015/2 -       | ひび則彦         | ゲスト         | 筒井洋一       | 小仲井紀彦       | ゲスト                 |
| 2015/5 -       | ひび則彦         | 染谷真衣       | 筒井洋一       | 小仲井紀彦       | 竹下宗男               |
| 2017/7-        | ひび則彦         | 橋本恭佑       | 筒井洋一       | 小仲井紀彦       | 竹下宗男               |
| 2020/11-       |                  |                | 井上雄哉       |                  |                        |

## ディスコグラフィー
| 発売日     | タイトル                                         | 収録曲 | 備考                                                                                                |
| ---------- | ------------------------------------------------ | --- | --------------------------------------------------------------------------------------------------- |
| 2004/12/3  | ひびChazz-K Ⅰ 〜マイ・フェイバリット・シングス〜 | 1. マイ フェイバリット シングス 2. ボラーレ 3. ニューシネマパラダイス 4. キャラバン 5. ムーンライトセレナーデ | 廃盤                                                                                                |
| 2005/7/2   | HIBI★Chazz-K Ⅱ キャラバンの到着                  | 1. Arrivee Des Camionneurs/キャラバンの到着 2. Englishman in NewYork/イングリッシュマン・イン・ニューヨーク 3. The Sidewinder/ザ・サイドワインダー 4. Stardust/スターダスト 5. Spain/スペイン 6. HIBI★Chazz-Kプレゼンツ〜セロニアス・モンク・メドレー〜 | 廃盤                                                                                                |
| 2005/8     | HIBI★Chazz-K/キャラバンの到着                    | 1. キャラバンの到着 2. イングリッシュマン・イン・ニューヨーク 3. ザ・サイドワインダー 4. スターダスト 5. スペイン 6. HIBI★Chazz-Kプレゼンツ・セロニアス・モンク・メドレー 〜ブルー・モンク 〜ラウンド・ミッドナイト 〜ウェル・ユー・ニードント 7. 「ハウルの動く城」〜世界の約束 | FM NACK5の番組「MUSIC CHALLENGER」にてグランプリを受賞し、ユニバーサルミュージックよりリリース 廃盤 |
| 2005/11/26 | Jazz Chazz Xmas                                  | 1. クリスマスソング・メドレー 〜サンタが街にやってくる 〜ジングルベル 〜ウィ・ウィッシュ・ユア・メリークリスマス 2. マイフェイバリット・シングス(2005Xmas.v.) 3. ムーンライト・セレナーデ(2005Xmas.v.) 4. ハッピー・クリスマス | 廃盤                                                                                                |
| 2007       | 真ヒル☆JAZZ 〜アメニヌレテモ〜                   | 1. 雨にぬれても 2. コーヒー・ルンバ 3. ウォーターメロン・マン 4. 不思議の国のアリス 5. A列車で行こう | 廃盤                                                                                                |
| 2008/4/7   | 夜☆茶 〜ムーンライト･セレナデ〜                  | 1. マイ・ワン・アンド・オンリー・ラブ 2. テイク・ファイブ 3. 歓喜の歌 4. ニュー・シネマ・パラダイス 5. バードランド 6. ヘンリー・マンシーニ・コラージュ 7. スタンド・バイ・ミー 8. ビ・バップ・ア・ルーラ 9. ムーンライト・セレナーデ | 廃盤                                                                                                |
| 2009/5/16  | 贅沢★茶 〜スウィングするしか道はない!〜          | 1. 〜序章〜 道 2. キャラバンの到着 3. スウィングしなけりゃ意味がない 4. イン・ザ・ムード 5. ワークソング 6. セント・トーマス 7. イングリッシュマン・イン・ニューヨーク 8. クレオパトラの夢 9. ラプソディー・イン・ブルー 10. シング・シング・シング 11. 〜終章〜 浜辺の歌 | |
| 2011/9/5   | 極楽★茶 〜Heavens Tea〜                          | 1. 男と女 2. パリ・スケッチ〜ジャンヌ・ワルツ 3. パリ・スケッチ〜丘の上のメロディ 4. パリ・スケッチ〜シャンゼリゼ 5. リベルタンゴ 6. 銀河鉄道999 7. ルパン三世のテーマ 8. もののけ姫 9. アイ・ガット・リズム 10. 夢を見るのさ 11. モーニン (Sexy Ver.) | 10.11.はボーナストラック                                                                            |
| 2011/10/17 | 「真ヒル☆JAZZ」&「夜☆茶」                        | 真ヒル☆JAZZ 1. 雨にぬれても 2. コーヒー・ルンバ 3. ウォーターメロン・マン 4. 不思議の国のアリス 5. A列車で行こう 6. セレナーデ 夜☆茶 1. マイ・ワン・アンド・オンリー・ラブ 2. テイク・ファイブ 3. 歓喜の歌 4. ニュー・シネマ・パラダイス 5. バードランド 6. 子象の行進 7. スタンド・バイ・ミー 8. ビ・バップ・ア・ルーラ 9. ムーンライト・セレナーデ | 「真ヒル☆JAZZ」「夜☆茶」リマスターした2枚組みアルバム 「セレナーデ」はボーナストラック              |
| 2011.11/23 | Jazz Chazz X'masⅡ                                | 1. White Christmas 2. O Tannenbaum 3. Deck the hall with boughs of holly 4. Have Yourself A Merry Little Christmas 5. Introduction~Happy X'mas 2005 6. Happy X'mas(War is over) 7. Frosty the Snowman 〜Let it Snow! Let it Snow! Let it Snow! 8. Chazz★X'mas Medlay Part①2005 〜Santa Claus Is Coming To Town 〜Jingle Bells 〜We Wish Your A Merry Christmas 9. Ode to Joy 2007 | 8.9.はボーナストラック                                                                              |
| 2012.12/2  | JAZZ Chazz Xmas Tree                             | 1. I saw Mommy Kissing Santa Claus 2. Winter Wonderland 3. Christmas Eve 4. White Christmas 5. O Tannenbaum 6. Have Yourself A Merry Little Christmas 7. Happy Xmas (War is over) 8. Little Drummer Boy | |
| 2013/9/3   | 情熱★茶 〜appasshionaTé〜                        | 情熱Collection tune(1) 1. スペイン イントロ〜アランフェス協奏曲 2. スペイン 3. セプテンバー 4. 宇宙のファンタジー 5. 双子姉妹の歌 6. ティンマン・スイート 7. マンテカ 8. チュニジアの夜 9. 情熱大陸 情熱Collection tune(2) 1. 黄金の七人 2. メロメロ 3. マイ "シック" 4. セプテンバー 〜feat. 藤陵雅裕 5. オレンジ・エクスプレス 6. ロック・アラウンド・ザ・クロック 7. 8 1/2 〜それから 8. 8 1/2 | 2枚組み                                                                                             |
| 2014.7/16  | Happy Sax Hit Express                            | 1. 宝島 2. 恋するフォーチュンクッキー 3. 千本桜 4. 女々しくて 5. ひこうき雲 6. 紅蓮の弓矢 7. あまちゃんのテーマ 8. アンパンマンのマーチ 9. 相棒シーズン4 オープニングテーマ 10. Sing Sing Sing 11. 情熱大陸 | ポニーキャニオンより全国リリース                                                                    |
| 2015.7/15  | HAPPY SAX HIT EXPRESS 2015                       | 1. TANK! 2. HAPPY 3. LET IT GO 4. ルパン三世のテーマ'78 5. SEPTEMBER 6. STORY OF MY LIFE 7. ANNIE LAURIE 8. 麦の唄 9. FANFARE OF THE TOKYO GAMES 10. FANFARE FOR TOMORROW 11. OLYMPIC FANFARE AND THEME 12. MILITARY MARCH 13. ひょっこりひょうたん島/WAVE 14. 花は咲く 15. 軍師官兵衛メイン・テーマ 16. サザエさん/ST.THOMAS 17. DONNA LEE | ポニーキャニオンより全国リリース                                                                    |
| 2016/7/16  | Jazz☆Chazz☆Classic                               | Disk-1 HIBI★茶 Jazz Sax Ensemble Arrange 演奏 HIBI★Chazz-K 1. キャラバンの到着 2. ダッタン人の踊り ～イントロ 3. ダッタン人の踊り 4. 幻想即興曲 5. ノクターン第２番 ～イント 6. ノクターン第２番 7. ノクターン第２番 ～エンディング 8. 軍隊行進曲 9. ルクレールの「ソナタ」主題による即興曲 Disk-2 MAI〇茶 Classic Sax Ensemble Arrange 演奏 染谷真衣 サクソフォン・カルテット 1. ２本のサクソフォンのためのソナタ 2. 幻想即興曲 3. ノクターン第２番 4. ダッタン人の踊り 5. 軍隊行進曲 6. キャラバンの到着 | 2枚組自主アルバム                                                                                   |
| 2018.12/19 | VIVA!SPORTS!!                                    | 1. 東京五輪音頭 2. スピニング・トー・ホールド 3. TRUTH 4. ROCKY’S THEME 5. ビバ！ スポーツ！！ －キャッチ・ザ・タイム－ 6. WAになっておどろう～ILE AIYE～ 7. TAKE ME OUT TO THE BALL GAME 8. スポーツ・テーマ・メドレー：スポーツ・ショー行進曲～スポーツ行進曲～コバルトの空～ライツ・アウト・マーチ～朝日に栄光あれ 9. いちばん星 10. I GOT RHYTHM 11. OLE OLE OLE～SAMBA DE JANEIRO 12. 燃えてヒーロー 13. 炎のファイター～INOKI BOM-BA-YE 14. 虹と雪のバラード 15. 風が吹いている                      | ポニーキャニオンより全国リリース                                                                    |